# Žaborić
Žaborić (italsky Zaborich, Zaborici) je vesnice, přímořské letovisko a turisty často vyhledávaná lokalita v Chorvatsku v Šibenicko-kninské župě. Nachází se asi 5 km na jihovýchod od Šibeniku. V roce 2011 zde žilo 479 obyvatel.
Žaborić vznikl v roce 1857, když se někteří obyvatelé ostrova Krapanj odloučili a přestěhovali se na pobřeží, kvůli lepším podmínkám pro pěstování vinné révy. Žaborić se stal samostatnou vesnicí v roce 1971, když se oddělil od Krapanje. Nyní je Žaborić známý pro svoje čisté moře a je velice často vyhledáván turisty. Nachází se zde mnoho pláží, restaurací a apartmánů.
V roce 1981, po oddělení Žaboriće od Krapanje, žilo v Žaborići 130 obyvatel. Od té doby začal počet obyvatel výrazně stoupat. V roce 1991 zde žilo 273 obyvatel, v roce 2001 už 403 obyvatel. V roce 2011 zde žilo 479 stálých obyvatel, ale během turistické sezóny se tento počet mnohonásobně zvětšuje. Důkazem růstu obyvatel je to, že Žaborić přesáhl počet obyvatel Krapanje, ve kterém žije 170 obyvatel a jehož počet obyvatel se od roku 1971 stále snižuje.
Obyvatelé Žaboriće se živí především turismem, který je zde velmi rozvinutý; v menší míře pak pěstováním oliv a vinné révy.
V Žaborići se nachází kostel sv. Anny, který byl postaven v roce 1998. Jako den Žaboriće je označován 26. červenec, kdy je zde každoročně pořádána slavnost Žaborička fešta.
Sousedními vesnicemi jsou Brodarica, Grebaštica a Jadrtovac.